# Karl von Einem
Karl von Einem (né le 1er janvier 1853 et décédé le 7 avril 1934) est un officier supérieur allemand, un des commandants de la 3e armée allemande pendant la Première Guerre mondiale, il combat les troupes françaises sur le front de Champagne lors des batailles de 1915, 1917 et 1918. Il organise à la fin du conflit le transfert du groupe d'armées du Kronprinz vers l'Allemagne.
Einem au cours de sa carrière a également été ministre de la Guerre de 1903 à 1909, il est l'instigateur du développement de l'artillerie de campagne et de l'utilisation de la mitrailleuse au sein de l'armée allemande. Après la fin de la guerre, il participe à la formation du Front de Harzburg en 1931, il meurt en 1934.

## Biographie

### Famille
Einem est issu d'une famille noble (de) de confession luthérienne, originaire de Einbeck. Les premières mentions de la famille datent de 1284 sur Johannes von Eynem conseiller à Einbeck. Karl von Einem est né dans le Royaume de Hanovre, il est le fils du Rittmeister George Augustus von Einem du Royaume de Hanovre et de Julie von Hedemann. Il a pour frère cadet Ernest von Einem (de). Il étudie à Celle et Hildesheim et intègre le corps des cadets à Bensberg puis à Berlin.
Einem épouse en premières noces Marie Amalie Auguste Rothmaler (née le 1er novembre 1858 à Glogau ou à Erfurt et décédée le 13 janvier 1928 à Münster), fille du général d'infanterie Louis Rothmaler (de 1814 à 1884) le 26 septembre 1877. La famille Rothmaler n'ayant pas de descendance masculine, Einem reçoit l'autorisation de porter le nom de famille de Rothmaler. Trois fils naissent de cette union, parmi eux Günther von Einem.

### Carrière militaire
Karl von Einem intègre le 14e régiment d'uhlans (de) comme Fähnrich en 1870. Il combat lors de la guerre franco-allemande de 1870 - 1871, il est nommé lieutenant et obtient la croix de fer pour ses actions au cours du conflit. Il reste dans son unité et gravit les échelons, il est adjudant, puis premier lieutenant le 27 novembre 1877. Du 1er mai 1880 au 21 octobre 1882, il travaille au grand état-major à Berlin et obtient le grade de capitaine le 21 septembre 1882. Il occupe ensuite un poste à l'état-major du 15e corps d'armée stationné à Strasbourg entre le 21 octobre 1882 et le 14 octobre 1884. Il dirige ensuite un escadron du 14e régiment de dragons cantonné à Colmar jusqu'au 22 janvier 1887, avant d'occuper à nouveau un poste dans l'état-major du XVe corps d'armée jusqu'au 2 juillet 1890. Il est promu major le 15 octobre 1888.
Einem occupe à nouveau un poste au sein du grand état-major à Berlin du 2 juillet 1890 au 17 juillet 1893. Il commande ensuite le 4e régiment de cuirassiers (de) jusqu'au 18 octobre 1895. Il est promu oberstleutnant le 21 janvier 1894. Du 18 octobre 1895 au 10 octobre 1898, Einem devient le chef d'état-major du 7e corps d'armée stationné à Münster, il est nommé oberst le 23 mars 1897.

### Postes au ministère prussien de la guerre
Einem intègre le ministère prussien de la Guerre le 8 octobre 1898 et devient chef du département de la guerre. Le 18 avril 1900, il est nommé generalmajor et organise au cours de l'année la force expéditionnaire allemande envoyée en Chine lors de la révolte des Boxers.
Einem est promu generalleutnant le 18 avril 1903, le kaiser Guillaume II le nomme ministre prussien de la Guerre en remplacement de Heinrich von Goßler. Il dirige également la commission des forteresses, le grand orphelinat militaire de Potsdam. Au cours de son exercice de ministre, Einem réorganise et modernise l'artillerie de campagne et introduit les mitrailleuses dans les unités d'infanterie. En 1907, il fait condamner à un an et demi de prison Karl Liebknecht pour la parution de son livre Militarisme et anti-militarisme sur l'accusation de complot en vue de commettre une trahison. Le 11 septembre 1907, il est nommé general der Kavallerie. Einem prend ensuite le commandement du VIIe corps d'armée.

### Première Guerre mondiale

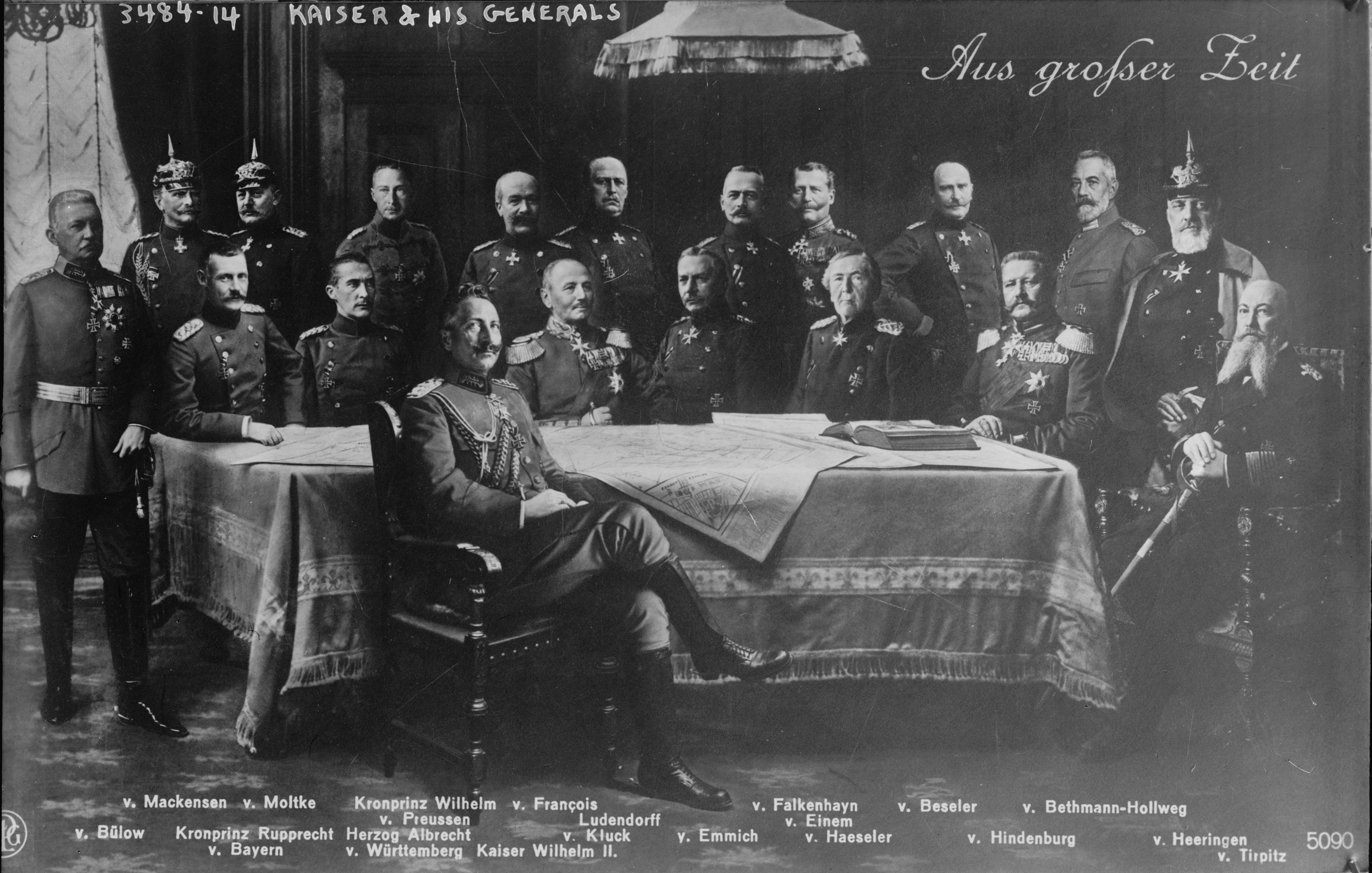
Le Kaiser et ses généraux en 1915, avec sa moustache au deuxième rang.

Lors du déclenchement de la Première Guerre mondiale, Einem commande toujours le VIIe corps d'armée. Son unité est employé lors de la bataille de Liège, il combat ensuite lors de la Première bataille de la Marne vers Montmirail, puis le 12 septembre il est placé à la tête de la IIIe armée en remplacement de Max von Hausen, malade. La IIIe armée occupe un front comprenant la Champagne et une partie du cours de l'Aisne ; elle est impliquée dans les batailles de Champagne de l'année 1915 du printemps et de l'automne. Einem obtient l'ordre Pour le Mérite pour ses actions défensives durant cette période. Einem est à nouveau engagé avec son armée dans la bataille des monts de Champagne en 1917. En 1918, son armée participe à la dernière offensive allemande en juillet en attaquant le saillant de Reims. Einem et ses troupes sont ensuite confrontés au Corps expéditionnaire américain et sont repoussés progressivement vers le nord-est à partir du 26 septembre 1918. Il est chargé après la signature de l'armistice de convoyer les troupes du groupe d'armées du Kronprinz en Allemagne pour leur démobilisation.

« Les hostilités ont cessé. Invaincus, vous terminez la guerre en pays ennemi. »

— proclamation Karl von Einem à la IIIe armée allemande le 11 novembre 1918.
Comme la plupart des officiers supérieurs allemands de la Première Guerre mondiale, Einem considère que l'armée a été trahie par le pouvoir politique en 1918.

### Dernières années
Après la guerre, Einem se retire de l'armée. Il écrit ses mémoires et un livre sur l'armée prussienne. En octobre 1931, il participe à la formation du Front de Harzburg. Il vit à Mülheim où il décède le 7 avril 1934 à l'âge de 81 ans.
Des funérailles d'Etat sont organisées en son honneur le 13 avril 1934. Lors de la cérémonie Guillaume II, en exil aux Pays-Bas, est représenté par son fils Oscar, Karl von Plettenberg est présent et représente l'ancien corps de la Garde royale prussienne accompagné du Generalfeldmarschall Mackensen. Le président du Reich Hindenburg envoie une couronne. Einem est enterré au Cimetière central de Münster (de).

## Décorations
- Croix de fer (guerre franco-allemande de 1870)
- Pour le Mérite : 16 mars 1915